# Lagergebäude (Holland House)

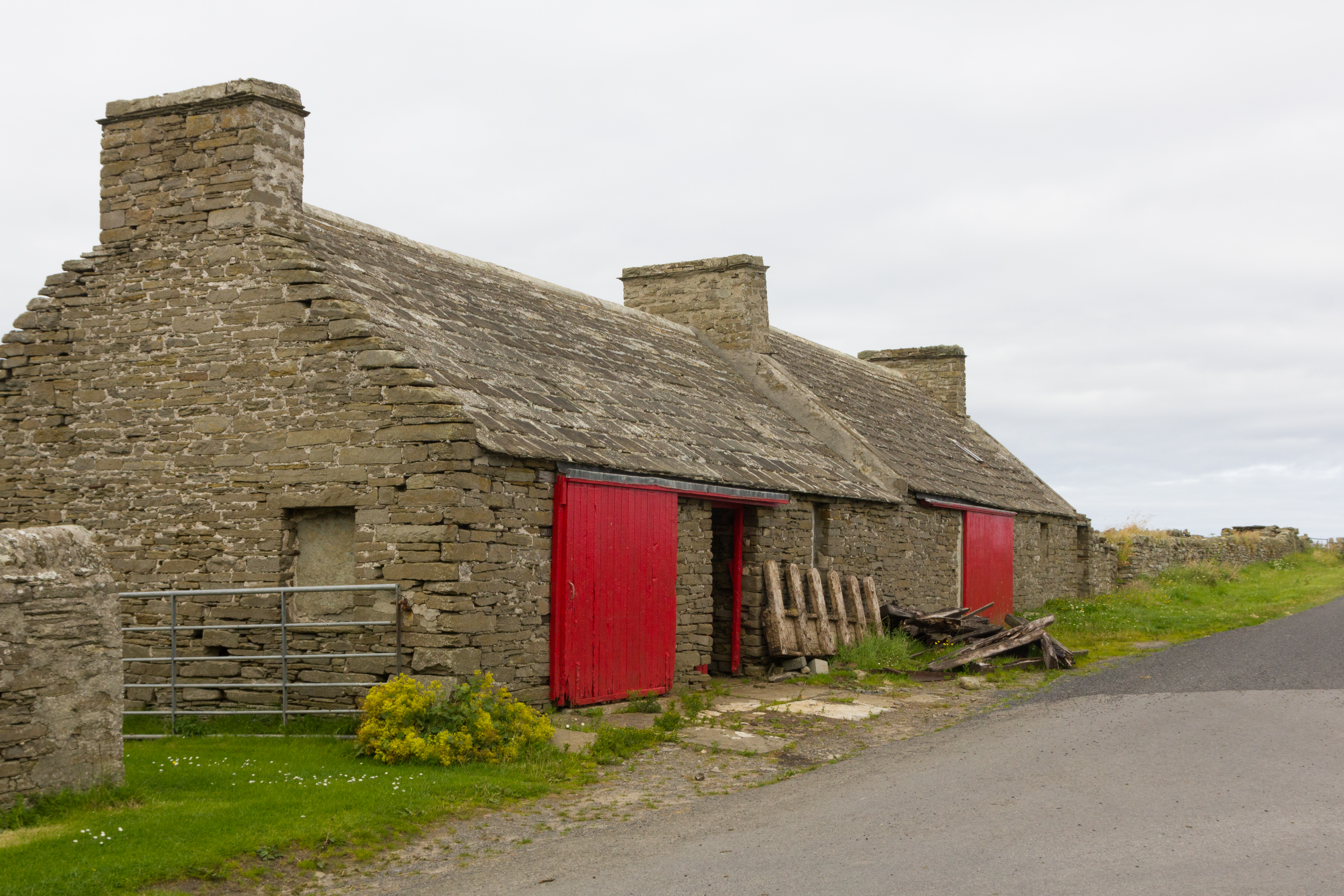
Die westlichen Lagergebäude

Die Lagergebäude von Holland House sind zwei nebeneinanderliegende Lagerhäuser auf der schottischen Orkneyinsel Papa Westray. 1971 wurden sie in die schottischen Denkmallisten in der Kategorie B aufgenommen. Zusätzlich bilden sie zusammen mit Holland House und weiteren Außengebäuden ein Denkmalensemble der Kategorie B.

## Geschichte
Der Soldat Thomas Traill erwarb die Ländereien auf Papa Westray im Jahre 1637. Mitte des 17. Jahrhunderts erbaute er die ältesten Teile von Holland House. Traill machte sein Vermögen in der Kelpindustrie (siehe auch Braunalgen#Verwendung). Das Anwesen wurde über Generationen innerhalb der Familie vererbt und verblieb mit Ausnahme einer Phase zwischen 1886 und 1928 bis 1952 durchgängig in ihrem Besitz. Die Lagerhäuser stammen aus dem späten 18. und frühen 19. Jahrhundert und gehören damit zu den neueren Gebäuden des Anwesens. Bei dem westlichen der beiden Gebäude handelt es sich wahrscheinlich um das ältere. das östliche wurde einst als Mehllager genutzt und beinhaltete auch Anlagen zur Milchverarbeitung.

## Beschreibung
Die Gebäude liegen direkt östlich von Holland House entlang der Straße. Es handelt sich um längliche, einstöckige Häuser mit ausgebautem Boden. Das Mauerwerk besteht aus Bruchstein und ist noch teilweise mit Harl verputzt. Die Eingangstüren befinden sich ebenerdig an der Südseite und sind im Falle des östlichen Hauses mittig und im Falle des westlichen an der rechten Seite zu finden. Fenster flankieren den Eingangsbereich des östlichen Hauses. Die Giebel der schiefergedeckten Satteldächer sind als Staffelgiebel gearbeitet. Die Schornsteine sind giebelständig und mit Zierbändern versehen. Das östliche Haus wurde außerdem mit Dachgauben ausgestattet. An der Ostseite grenzt ein niedrigerer Anbau mit Pultdach an. Eine gemeinsame, außenliegende Treppe führt auf den Boden.